# Westerholt
Westerholt er en kommune og administrationsby i Samtgemeinde Holtriem i Landkreis Wittmund, i den nordvestlige del af den tyske delstat Niedersachsen.